# كلارنس ماسون
كلارنس ماسون (بالإنجليزية: Clarence Mason)‏ هو محامي أمريكي، ولد في 17 يونيو 1965.